# ФК „Железница“
ФК „Железница“ е български футболен клуб от село Железница, област София град, район Панчарево. През сезон 2021/22 клубът се състезава в ОФГ София (столица), южна подгрупа. Клубните цветове са синьо, бяло и червено. В Управителния съвет (УС) на клуба са Йордан Василев, Дамян Иванов, Кирил Костов, Захари Младенов.

## История
Сведения за организирана футболна дейност в село Железница датират от 16 януари 1964 г. Според брой 6 (2424) на вестник „Народен спорт“ от същата година, физкултурниците и спортистите от селата Бистрица, Железница, Плана, Симеоново и Драгалевци обединяват своите сили и поставят началото на ново дружество, което наричат „Витоша“. На състоялото се по този повод събрание е избран съвет с председател Г. Ковачки.
По неофициални данни, в края на 60-те години на 20-ти век, футболен клуб Железница започва самостоятелна дейност. Футбол в селото продължава да се играе до края на 90-те години на миналия век. След няколко годишна пауза, в която организиран футбол в селото не се практикува, през 2006 г. на 5-ти май излиза съдебното решение, с което е регистрирано настоящето футболно дружество ФК Железница. През сезон 2006/07 клубът участва в ОФГ София (столица), а след разделянето на първенството на две подгрупи през сезон 2007/08 попада в ОФГ София (столица), южна подгрупа. През сезон 2011/12 отборът завършва на първо място в южната подгрупа и се класира за „А“ ОФГ София (Столица), която просъщесвтува само един сезон 2012/13 и завършва на трето място в крайното класиране. При новото деление на отборите в област София – град през сезон 2013/14, ФК Железница отново попада в южната подгрупа. През 2020 г. ФК Железница разширява дейността си със създаването на своя ДЮШ. Клубът е домакин на регионалния футболен турнир „Витоша къп“. Турнирът се провежда за първи път през 2018 година.

## Сезони
| Сезон     | Име                   | Група                   | Място |
| --------- | --------------------- | ----------------------- | ----- |
| 2006 – 07 | Железница (Железница) | ОФГ София Град          | 6     |
| 2007 – 08 | Железница (Железница) | ОФГ София (Столица)- юг | 5     |
| 2008 – 09 | Железница (Железница) | ОФГ София (Столица)- юг | 6     |
| 2009 – 10 | Железница (Железница) | ОФГ София (Столица)- юг | 8     |
| 2010 – 11 | Железница (Железница) | ОФГ София (Столица)- юг | 6     |
| 2011 – 12 | Железница (Железница) | ОФГ София (Столица)- юг | 1     |
| 2012 – 13 | Железница (Железница) | „А“ ОФГ София (Столица) | 3     |
| 2013 – 14 | Железница (Железница) | ОФГ София (Столица)- юг | 7     |
| 2014 – 15 | Железница (Железница) | ОФГ София (Столица)- юг | 6     |
| 2015 – 16 | Железница (Железница) | ОФГ София (Столица)- юг | 10    |
| 2016 – 17 | Железница (Железница) | ОФГ София (Столица)- юг | 7     |
| 2017 – 18 | Железница (Железница) | ОФГ София (Столица)- юг | 6     |
| 2018 – 19 | Железница (Железница) | ОФГ София (Столица)- юг | 3     |
| 2019 – 20 | Железница (Железница) | ОФГ София (Столица)- юг | 5*    |
| 2020 – 21 | Железница (Железница) | ОФГ София (Столица)- юг | 3     |

(*) Сезонът не завършва.

## Треньори
Данните са до 16 ноември 2021г.
- Георги Младенов: 2006/07 – 2007/08
- Димитър Любенов/ Димитър Стойков: 2008/09
- Стоян Христов: 2009/10 – 2012/13
- Йордан Василев: 2013/14 – 2015/16
- Захари Младенов: 2016/17 –

## Купа АФЛ
ФК Железница има две участия в турнира за купата на АФЛ. През сезон 2020/21 отборът става областен първенец и се класира за зоналния етап на турнира и достига до ½ финал. През сезон 2021/22 клубът отпада във втория областен кръг.

## Успехи
- Шампион на ОФГ София (Столица) южна подгрупа: 2011/12
- Шампион „Витоша къп“: 2018 и 2021
- Областен първенец в купата на АФЛ: 2020/21